# Marion Dönhoff
Marion Hedda Ilse Gräfin (condesa) Dönhoff (2 de diciembre de 1909 - 11 de marzo de 2002), fue una periodista y escritora alemana que participó en la resistencia contra el  Nacionalsocialismo de Hitler junto a Helmuth James, conde von Moltke, Peter Yorck von Wartenburg, y Claus Schenk, conde von Stauffenberg. Después de la guerra fue una de las principales periodistas e intelectuales de Alemania.

## Biografía
Dönhoff nació dentro de una antigua familia aristocrática en el Castillo Friedrichstein, Prusia Oriental, en 1909. El padre de Dönhoff fue el conde August Karl von Dönhoff, un diplomático y miembro de la cámara alta prusiana y el Parlamento Alemán. Como diplomático, residió en Washington D. C. durante un tiempo, y se convirtió en amigo cercano del senador Carl Schurz. Dönhoff escribió en sus memorias, cómo su padre estuvo involucrado en uno de los últimos episodios de las guerras indias, la Guerra de Río Blanco. Su madre fue Maria, condesa von Dönhoff, nacida von Lepel (1869-1940).
Durante su juventud estudió Economía en Frankfurt, donde simpatizantes nacionalsocialistas la llamaron la "condesa roja" por su desafío, una vez que llegaron al poder en 1933. Ella abandonó Alemania poco después, trasladándose a Basilea, Suiza, donde obtuvo su doctorado. Pero volvió a la residencia familiar en Quittainen (Kwitajny), Prusia Oriental, en 1938, y se unió al movimiento de resistencia, lo que la llevó a ser interrogada por la Gestapo después de un fallido intento de asesinato contra Hitler en 1944. Aunque muchos de sus colegas activistas de la resistencia fueron ejecutados, ella fue puesta en libertad. Aunque habría ayudado secretamente a desarrollar la organización del gobierno que debía asumir el control en la Prusia Oriental una vez que la resistencia consiguiera derrocar a Hitler, su nombre no se ha encontrado en ninguno de los documentos incautados por los nazis. Por modestia ella no habría pretendido incluirse ella misma, esa modestia terminó salvando su vida.
En enero de 1945, cuando las tropas soviéticas rodearon la región, Dönhoff huyó viajando siete semanas a caballo antes de llegar a Hamburgo. Ella relató su viaje en un libro de ensayos de 1962, recordando a su patria en lo que hoy es Rusia (Óblast de Kaliningrado) y Polonia (Warmia y Mazuria). A pesar de su profundo apego emocional a la región donde creció, fue una de las primeras figuras públicas en apoyar la finalidad de la frontera entre Alemania y Polonia, que se creó después de la Segunda Guerra Mundial. 
En 1946, Dönhoff se unió al naciente semanario intelectual Die Zeit, como editor político. Más tarde fue ascendida a subdirector en jefe en 1955, luego editor en jefe en 1968, y editor en 1972. En 1987 le fue concedido el Premio Heinrich Heine de Düsseldorf y en 1971 el Premio de la Paz del Comercio Librero Alemán.
En el momento de su muerte, el lunes 11 de marzo de 2002 a la edad de 92, Dönhoff era todavía coeditora del influyente periódico y fue ampliamente considerada como una voz de la sabiduría, la tolerancia y la moralidad. Fue la autora de más de veinte libros, entre ellos análisis políticos e históricos de Alemania, así como comentarios sobre política exterior de EE. UU. Entre otras muchas distinciones internacionales, Dönhoff fue investida doctor honoris causa por la Universidad de Columbia y la Universidad de Georgetown.
El 12 de noviembre de 2009, el Deutsche Post puso en circulación un sello conmemorando los cien años de nacimiento de Marion Gräfin Dönhoff (Gräfin significa condesa).

## Publicaciones selectas en alemán
- Entstehung und Bewirtschaftung eines ostdeutschen Großbetriebes. Die Friedrichstein-Güter von der Ordenszeit bis zur Bauernbefreiung
- In Memoriam 20. Juli 1944. Den Freunden zum Gedächtnis. Privatdruck Hamburg 1945
- Namen die keiner mehr nennt. Ostpreußen – Menschen und Geschichten (1962); Neuausgabe Namen, die keiner mehr nennt. Ostpreußen – Menschen und Geschichten. Rowohlt, Reinbek 2009, ISBN 978-3-499-62477-3
- Die Bundesrepublik in der Ära Adenauer. Kritik und Perspektiven (=rowohlts deutsche enzyklopädie), Rowohlt, Reinbek 1963
- Deutsche Außenpolitik von Adenauer bis Brandt. (1970) Hoffmann und Campe, Hamburg 1982, ISBN 3-8032-0142-X
- Menschen, die wissen, worum es geht. Politische Schicksale 1916–1976. Hoffmann und Campe, Hamburg 1976, ISBN 978-3-455-01552-2
- Von gestern nach übermorgen (1981) Albrecht Knaus, München 1996, ISBN 978-3-8135-6689-5
- Amerikanische Wechselbäder. Beobachtungen und Kommentare aus vier Jahrzehnten. Deutsche Verlags Anstalt, München 1983, ISBN 3-421-06165-3
- Weit ist der Weg nach Osten. Deutsche Verlags-Anstalt, München 1985, ISBN 978-3-421-06204-8
- Reise in ein fernes Land: Bericht über Kultur, Wirtschaft und Politik in der DDR. Nannen, Hamburg 1964
- Preußen. Maß und Maßlosigkeit. (1987) btb, München 2002, ISBN 3-442-75517-4
- Kindheit in Ostpreußen. (1988) btb, München 1998, ISBN 3-442-72265-9
- Gestalten unserer Zeit: Politische Portraits (1990) Goldmann, München 2000, ISBN 978-3-442-12358-2
- Versöhnung: Polen und Deutsche. Die schwierige Versöhnung. Betrachtungen aus drei Jahrzehnten. (1991) Goldmann. München 1998, ISBN 3-442-12405-0
- Weil das Land sich ändern muß. Manifest I. Rowohlt, Reinbek 1992, ISBN 978-3-498-01293-9
- Weil das Land Versöhnung braucht. Manifest II. Rowohlt, Reinbek 1992, ISBN 978-3-498-01299-1
- Im Wartesaal der Geschichte. Vom Kalten Krieg zur Wiedervereinigung. Deutsche Verlags Anstalt München 1993, ISBN 3-421-06645-0
- Um der Ehre Willen. Erinnerungen an die Freunde vom 20. Juli Siedler, Berlín 1994, ISBN 3-88680-532-8
- Zivilisiert den Kapitalismus. Grenzen der Freiheit. (1997) Droemer Knaur, München 1999, ISBN 3-426-60907-X
- Der Effendi wünscht zu beten. Reisen in die vergangene Fremde. Siedler, Berlín 1998, ISBN 3-88680-647-2
- Menschenrecht und Bürgersinn (1999) Droemer Knaur, München 2002, ISBN 3-426-77517-4
- Macht und Moral. Was wird aus der Gesellschaft? Kiepenheuer & Witsch, Köln 2000, ISBN 3-462-02941-X
- Deutschland, deine Kanzler. Die Geschichte der Bundesrepublik 1949–1999 (1999) – ISBN 3-442-75559-X
- Vier Jahrzehnte politischer Begegnungen. Orbis, München 2001, ISBN 3-572-01240-6
- Was mir wichtig war. Letzte Aufzeichnungen und Gespräche. Siedler, Berlín 2002, ISBN 3-88680-784-3
- Ritt durch Masuren, aufgeschrieben 1941, mit Fotos von Dietrich Weldt, Rautenberg. Troisdorf 2002, ISBN 3-8003-3036-9
- Ein wenig betrübt, Ihre Marion. Marion Gräfin Dönhoff und Gerd Bucerius. Ein Briefwechsel aus fünf Jahrzehnten Siedler, Berlín 2003, ISBN 3-88680-798-3.
- Reisebilder. Fotografien und Texte aus vier Jahrzehnten, Hoffmann und Campe, Hamburg 2004, ISBN 978-3-455-09459-6

## Biografías
- Die Gräfin. Marion Dönhoff. Eine Biographie|Ort=Reinbek|Verlag=Rowohlt|Jahr=2008|ISBN=978-3-498-02984-5}}; als Taschenbuch Reinbek 2009: ISBN 978-3-499-62115-4
- Haug von Kuenheim, Marion Dönhoff|Ort=Reinbek|Verlag=Rowohlt|Jahr=1999|ISBN=3-499-50625-4}}
- Marion Dönhoff. Ein widerständiges Leben|Ort=München|Verlag=Droemer Knaur|Jahr=1997|ISBN=3-426-77302-Kiepenheuer & Witsch, Köln 2008, ISBN 978-3-462-04056-2
- Irene Brauer: Marion Gräfin Dönhoff. Ein Leben in Briefen. Hoffmann und Campe, Hamburg 2009, ISBN 978-3-455-50118-6
- Ulrich Schlie: Marion Gräfin Dönhoff und Carl Jackob Burckhardt: „Mehr als ich Dir jemals werde erzählen können“. Ein Briefwechsel. Hoffmann und Campe, Hamburg 2008, ISBN 978-3-455-50040-0
- Die Welt ist so, wie man sie sieht.“ Erinnerungen an Marion Dönhoff|Ort=München|Verlag=btb|Jahr=2004|ISBN=3-442-73167-4}}
- Das Schloss der Grafen von Dönhoff in Ostpreußen|Ort=München, Berlin|Verlag=Deutscher Kunstverlag|Jahr=2006|ISBN=3-422-06593-8}}
- Tatjana Gräfin Dönhoff: Weit ist der Weg nach Westen – Auf der Fluchtroute von Marion Gräfin Dönhoff. Nicolai’sche Verlagsbuchhandlung, Berlín 2004, ISBN 978-3-89479-215-2
- Marion Gräfin Dönhoff: In Memoriam 20. Juli 1944. Geschrieben zum 1. Jahrestag 1945. Auszüge in: Ein Tag wie kein anderer. Nr. 30/2001
- Marion Gräfin Dönhoff. 23. Februar 1984. Interview in: Begegnungen. Menschenbilder aus drei Jahrzehnten. Collection Rolf Heyne, München 2012, ISBN 978-3-89910-443-1, S.42-50

## Traducciones al español
- Dönhoff, Marion, trad. Sandra Agejas Menéndez. Plantaría una palma datilera y otras crónicas de viajes. Barcelona, Temporal, 2024.